# ویلی گیزمان
ویلی گیزمان (آلمانی: Willi Giesemann؛ ‏ زادهٔ ۲ سپتامبر ۱۹۳۷ – درگذشتهٔ ۴ اکتبر ۲۰۲۴) بازیکن فوتبال و مدافع اهل آلمان بود که از سال ۱۹۶۰ میلادی عضو تیم ملی فوتبال آلمان بوده‌است. وی در ۱۴ بازی ملی حضور داشته است و آخرین بازی ملی خود را در سال ۱۹۶۵ میلادی انجام داد. ویلی گیزمان در بازی‌های ملی‌اش گلی به ثمر نرساند.